# Paracinipe mauritanica
Paracinipe mauritanica är en insektsart som först beskrevs av Bolívar, I. 1878.  Paracinipe mauritanica ingår i släktet Paracinipe och familjen Pamphagidae. Inga underarter finns listade i Catalogue of Life.